# Erwin Marx
Erwin Otto Marx (n. 15 ianuarie 1893 la Mautitz lângă orașul Riesa, Saxonia, Germania, d. 11 ianuarie 1980 la Braunschweig Niedersachsen Germania a fost un inginer german, inventatorul generatorului Marx.